# Robert Hoffstetter
Robert Julien Hoffstetter (* 11. Juni 1908; † 29. Dezember 1999) war ein französischer Paläontologe. Sein Forschungsschwerpunkt war die tertiäre Säugetierfauna Südamerikas. Er gehört zu den Pionieren der Kladistik in Frankreich.

## Leben und Wirken
Zwischen 1946 und 1953 verbrachte Hoffstetter in Ecuador und unternahm zahlreiche Expeditionen nach Peru und Bolivien. In Bolivien war er der erste Paläontologe, der die fossilen Überreste der tertiären Säugetierfaunen von Salla-Luribay, Quebrada Honda und Achiri zu Tage förderte. Daneben gehörte er zu den Wissenschaftlern, die die ältesten Primaten und Nagetiere Südamerikas studierten. 1946 beschrieb Hoffstetter die Bolyerschlangen und 1957 die Dinosauriergattung Lexovisaurus. In den 1950er-Jahren verfasste Hoffstetter eine der ersten Schlangensystematiken unter Berücksichtigung fossiler Arten. Darüber hinaus galt Hoffstetter als Experte für die Paläobiogeographie von Primaten, Nagetieren und Beuteltieren.
Hoffstetter war Direktor des Centre national de la recherche scientifique und 1972 übernahm er von Jean Piveteau die Leitung des Laboratoire de Paléontologie des Vertébrés et Paléontologie humaine in Paris. An der Universität Pierre und Marie Curie lehrte er als Professor für Paläontologie und Wirbeltierkunde.

## Dedikationsnamen
Nach Hoffstetter sind unter anderem die fossilen Taxa Archaeotrogon hoffstetteri, Cadurciguana hoffstetteri, Sallacyon hoffstetteri, Becklesius hoffstetteri, Paleotragus hoffstetteri, Habanocnus hoffsletteri und Euryzygomatomys hoffstetteri benannt.

## Werke (Auswahl)
- Faune du gisement précolombien d'Anse-Belleville: Reptiles, 1946
- Les mammifères pléistocènes de la république de l'Equateur, 1952
- Notice sur les titres et travaux scientifiques, 1955
- Contribution à l'étude des Orophodontoidea, gravigrades cuirassés de la Patagonie, 1956
- Le gisement de ternifine, 1963
- Historique et géologie, 1963
- Révision des Artiodactyles de l'Eocène moyen de Lissieu (Rhône), 1972
- Rongeurs caviomorphes de l'Oligocène de Bolivie, 1976
- Phylogenie et Paleobiogeographie, 1982